# 国王イシュトヴァーン

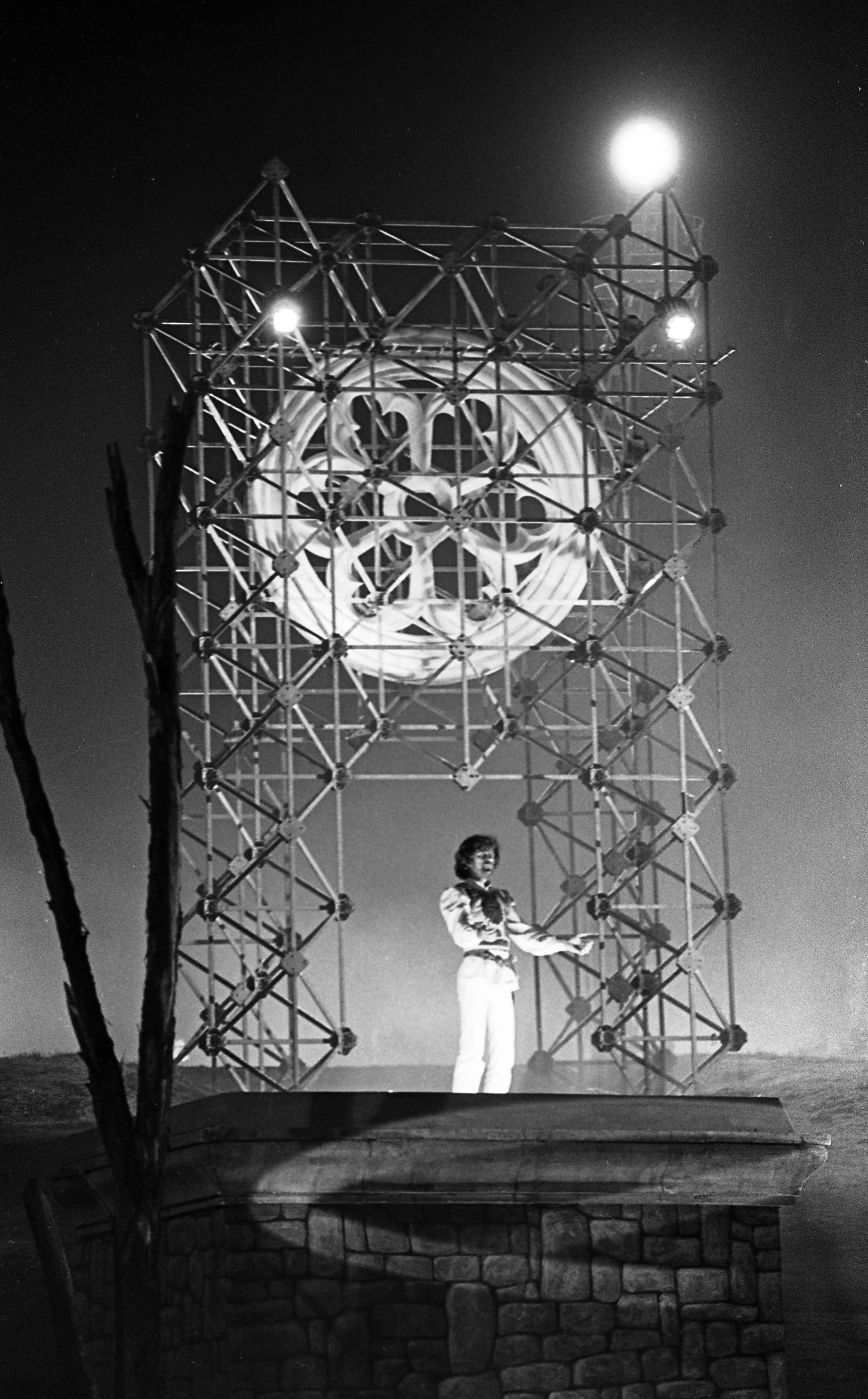

『国王イシュトヴァーン』（原題："István, a király" [ˈiʃtvɑ̈ːnɒˌkirɑ̈ːj]『イシュトヴァーン・ア・キラーイ』または『イシュトヴァーナ・キラーイ』）は、ハンガリーのロック・オペラ。またそれを撮影した映画作品。映画のサウンドトラックアルバムのこと。
ハンガリー語の原題を逐語訳すると、「István [ˈiʃtvɑ̈ːn]＝イシュトヴァーン」・「a [ɒ]＝定冠詞」・「király [ˈkirɑ̈ːj]＝王」であり、「王、イシュトヴァーン（“Stephen the King”）」の意である。作曲はセレーニ・レヴェンテ（Szörényi Levente [ˈsøre̝ːɲiˌlɛvɛntɛ]）、作詞はブローディ・ヤーノシュ（Bródy János [ˈbroːdiˌjɑ̈ːnoʃ]）で、ハンガリー王国の初代国王イシュトヴァーン1世の国王即位の史実を描いた作品。あらすじは、Ezredforduló [ˈɛzrɛdforduloː]（千年紀転換期＝ミレニアムの変わり目）というボルディジャール・ミクローシュ（Boldizsár Miklós [ˈbldiʒɑ̈ːrˌmikloːʃ]）の戯曲に基づいており、ボルディジャールは本作の脚本の共同執筆者でもある。
本作は1983年、ブダペスト市内のヴァーロシュリゲットにある、雪ぞりの遊び場となっている丘を公演・撮影に際して「王ヶ丘」（キライーイドンブ királydomb [ˈkirɑ̈ːjˌdomb]）と臨時に命名し、そこを野外劇場に見立てて映画撮影のために初演され、1984年には コルタイ・ガーボル （Koltay Gábor [ˈkoltɒ.iˌɡɑ̈ːbor]）監督による映画が公開された。その後この無名の丘は「王ヶ丘」として定着した。映画の公開と同時にサウンドトラックがLPのアルバムとして発売され、ハンガリー国内で大ヒットを記録、今日でもハンガリーや周辺国のハンガリー系住民の間でその人気を保っている。

## 歴史的背景
本作のあらすじは史実に基づいている。10世紀後半、キリスト教受容以前のマジャル人（ハンガリー民族）の大首長(fejedelem [ˈfɛjɛdɛlem]) ゲーザ公（Géza [ˈɡe̝ːzɒ]）は、キリスト教国を建国しないとマジャル人に未来がないと悟る。ゲーザはカトリックの宣教師を招き、息子ヴァイク（Vajk [ˈvɒjk]）に洗礼を授けさせ、イシュトヴァーン（聖ステファノに由来するハンガリー語形の洗礼名・英語のスティーヴンに相当）という霊名を与え、キリスト教徒として育てる。
ゲーザは自分の死後、文明世界（キリスト教世界）の習慣に則り、イシュトヴァーンに大首長の座を継承させようとしていた。しかしこれは、一族の中の最年長の男性が後継者になるという、古くからのマジャル人の慣習に反していた。その慣習に従えば、一族の中の最年長者のショモジュ地方の領主コッパーニュ（Koppány [ˈkopːpɑ̈ːɲ]）が後継者となるはずであった。
ゲーザの死後、コッパーニュはイシュトヴァーンに対し反乱を起すが敗北し、戦死する。キリスト教を受容しようとしない者達のさらなる反乱を防ぐため、コッパーニュの遺体は4つに裂かれ、見せしめとして城壁の上に曝された。
1000年12月24日、または1001年1月1日ないし1001年8月24日に、イシュトヴァーンは時のローマ教皇から送られた王冠により戴冠式を行い、ハンガリー王国の初代国王となった。

## 概要

### 登場人物
- イシュトヴァーン（István [ˈiʃtvɑ̈ːn]）－大首長、ハンガリー公ゲーザの子、ゲーザの死後ハンガリー公となり、後にハンガリー王国初代国王となる。イシュトヴァーン一世、聖イシュトヴァーンとも
- ギゼッラ（Gizella [ˈɡizelːlɒ]）－イシュトヴァーンの后、バイエルン公の娘
- シャロルト（Sarolt [ˈʃɒrolt]）－イシュトヴァーンの母
- アストリク（Asztrik [ˈɒstrik]）- 司教。エステルゴム大司教。後にカロチャ初代大司教。プラハ司教のラドラ (Radla) と同一人物だと見なされる場合が多い。
- ホント（Hont [ˈhont]）- ドイツの騎士（架空の人物）
- パーズマーニュ（Pázmány [ˈpɑ̈ːzmɑ̈ːɲ]）－〃
- ヴェツェッリン（Vecellin [ˈvɛʦɛlːlin]）－〃
- コッパーニュ（Koppány [ˈkopːpɑ̈ːɲ]）－イシュトヴァーンの親族、反キリスト教・反イシュトヴァーン一派の首領
- レーカ（Réka [ˈre̝ːkɒ]）－コッパーニュの娘、キリスト教への改宗者（架空の人物）
- ラボルツ（Laborc [ˈlɒborʦ]）－コッパーニュの従者（架空の人物）
- トルダ（Torda [ˈtordɒ]）－非キリスト教のシャーマン（架空の人物）
- ピツル（Picur [ˈpiʦur]）－コッパーニュの妻（架空の人物）
- エニケー（Enikő [ˈɛnikøː]）－〃
- ボグラールカ（Boglárka' [ˈboɡlɑ̈ːrkɒ]'）－〃
- シュール（Súr [ˈʃuːr]）－マジャル人の貴族、日和見主義者（架空の人物）
- ショルト（Solt [ˈʃolt]）－〃
- ベシェ（Bese [ˈbɛʃɛ]）－〃
- 民衆、イシュトヴァーン、コッパーニュのそれぞれの支持者達、兵士達、司祭達

### 第1幕「遺産」
※ 括弧(   )内は、その場面で演奏される劇中歌のタイトル。

一人の歌手がよい国の指導者について歌い、「君なら誰を選ぶ？」(Te kit választanál?)と問いかける。大首長ゲーザ公は、ハンガリーにカトリックの宣教師達を招く(Veni lumen cordium/Töltsd el szívünk, fényesség)。また、西欧諸国との関係を強化するため、ゲーザは息子イシュトヴァーンをバイエルン公の娘ギゼラと結婚させる。
日和見主義者のマジャル人の貴族、シュール、ショルト、ベシェの3人が、人間のはかなさについて語り合う。人は誰でも、より有望と思える側に付くもので、理念は重要ではないと歌う(Gyarló az ember)。
コッパーニュの娘、レーカはキリスト教に改宗し、新しい神に祈っていた。コッパーニュの従者ラボルツはレーカに対し、外来の神は必要ない、自分の父を信用しろ、と言う(Nem vagyunk még hozzád méltók/Nem kell olyan isten)。
ゲーザが死に、国は喪に服す(Géza fejedelem temetése - Kyrie eleison)。イシュトヴァーンはゲーザの棺の前でマジャル人のためによい首長になることを誓うが、自分こそがゲーザの正当な後継者であると主張するコッパーニュに戦いを挑まれる。イシュトヴァーンとコッパーニュは、それぞれの支持者達に囲まれ、歓呼の呼び声を浴びる(Nincs más út csak az Isten útja)。

### 第2幕「エステルゴム」
レーカとギゼラ、そして司祭達、民衆は悲しみに浸って平和を祈る(Adj békét Uram/Da pacem, Domine)。歌手達がイシュトヴァーンを称える歌を歌うが、ゲーザ時代の過去の栄光についても歌う(Üdvöz légyen Géza fia)。
ラボルツはコッパーニュの名代としてシャロルトの下にやって来て、コッパーニュとの婚姻を提案する(Koppány küldött, jó úrnőm)。コッパーニュはゲーザの未亡人と結婚することにより、ゲーザの後継者として受け入れられることを望んでいたのである。しかし、シャロルトはそれを拒絶、ひどい提案をしたとしてラボルツは即座に処刑される。
マジャル人の貴族3人が、イシュトヴァーンの前でコッパーニュを、文明化されていない愚か者と馬鹿にするが(Abcúg Koppány)、イシュトヴァーンは3人の日和見主義的な態度に嫌悪を抱き、彼らを追い払う。
イシュトヴァーンは自分の置かれた状況に心を引き裂かれる。自分の信念と一族への忠誠心から、イシュトヴァーンはコッパーニュと戦うことはできないと考えるが、もはや戦い以外に道はないようにも思えた。母シャロルトはイシュトヴァーンにもっと狡猾になるよう忠告し、戦いに備えるよう諭す(István fiam!)。
自分達の子供を持ちたいと望む后ギゼラは「政治には飽き飽きした」と述べ、イシュトヴァーンに不満を抱く。一方、ドイツの騎士ヴェツェリンは、なかなか戦いが始まらないことが不満であった(Unom a politikát)。
圧倒的支持をもって、イシュトヴァーンはマジャル人の新しい大首長に選ばれ、人々はイシュトヴァーンを新たな主として称える(Fejedelmünk István!)。
祝宴の後、イシュトヴァーンは一人で離れた所に赴く。大首長に選ばれたものの、イシュトヴァーンは悲しみを抱いて腹も括れず、神に祈ってどうすべきかを問いかける。イシュトヴァーンに秘かに思いを寄せるレーカは、その様子を陰から見守る。イシュトヴァーンが自分の父の敵であるために、レーカは自分の思いを隠し続けなければならなかった(Oly távol vagy tőlem (és mégis közel))。

### 第3幕「首領コッパーニュ」
コッパーニュは自分の支持者を呼び集め、輝かしい未来を約束し、戦いに備えさせる。コッパーニュの下に集まった人々はその呼びかけに熱狂的に応える(Szállj fel, szabad madár)。
コッパーニュは野営テント内に自分の若く美しい妾達と座す。彼女らはコッパーニュを優れた夫、恋人として激賞する(Te vagy a legszebb álmunk)。その時3人の日和見主義的な貴族が、今度はコッパーニュの前に現れる。3人の貴族はイシュトヴァーンを暗殺する様々な方法を提案するが(Abcúg István)、コッパーニュは彼らを追い払う。コッパーニュは正々堂々と、名誉をもって戦うことを望んでいた。コッパーニュはシャーマンのトルダと支持者達に、イシュトヴァーンとその軍勢に面と向かって対峙することを誓う(Szemtől szembe)。トルダはコッパーニュの勝利を異教の神々に祈り、生贄をささげる(Áldozatunk fogadjátok)。
レーカは父が死ぬという悪夢を見る。レーカはコッパーニュに争いを求めないよう哀願する。イシュトヴァーンはコッパーニュに対し、ローマ教会に従うならば大首長の座を明け渡すと申し出るが、コッパーニュのキリスト教の司祭に対する嫌悪や、国を勝ち取ろうとする決心は強く、いまや平和を求めるには「遅すぎる」と伝える(Elkésett békevágy)。
トルダはコッパーニュと彼の軍勢に、戦いの象徴である血塗られた剣を与える。トルダは、コッパーニュが勝利すればハンガリーの地に輝かしい未来が訪れると預言する。かくして戦いが開始され、イシュトヴァーン側の勝利で終わる(Véres kardot hoztam/Vezess minket, István!)。

### 第4幕「国王イシュトヴァーン」
コッパーニュは戦死し、彼の軍勢は敗北する。歌手が戦死者を悼む(Gyászba öltözött csillagom)。イシュトヴァーンの支持者達は彼の宮殿で祝勝の宴を開く。彼らは皆、イシュトヴァーンに褒美を求める(Hála néked, fejedelem!)。最後にレーカが現れ、イシュトヴァーンに父の遺骸を引き渡すよう求める。イシュトヴァーンはレーカの悲しみと美しさに心を打たれるが、シャロルトが乱暴にレーカを追い払う。シャロルトはさらなる反乱を防ぐため、見せしめとしてコッパーニュの遺体を4つに裂くよう命じる(Halld meg uram, kérésem/Felnégyelni!)。
イシュトヴァーンはこのことで心を痛め、一人になることを望む。イシュトヴァーンは神に必死で祈る(Oly távol vagy tőlem – リプライズ)。イシュトヴァーンは最終的に母の決定に従う。
コッパーニュの遺骸は4つに裂かれる(Koppány felnégyelése/Gloria gloria)。遂にイシュトヴァーンはハンガリー王国の王となる(István a király).

## 構成
映画『国王イシュトヴァーン』が公開されたのが1984年であり、公開当初から構成・登場人物がロックオペラ『ジーザス・クライスト・スーパースター』（1970年）と酷似していることが指摘されていた。ブローディは『国王イシュトヴァーン』が『ジーザス・クライスト・スーパースター』のパロディーであることは否定しているが、当初の予定では映画の最初に「...そしてその千年後...」とテロップを入れることも考えていたとインタビューに答えている。（まずイエス・キリストとイスカリオテのユダの対立があり、その千年後にイシュトヴァーンとコッパーニュの対立があり、そして、そのまた千年後にカーダール・ヤーノシュとナジ・イムレの対立があったという筋立てとなる。）

## 発表当時の政治的背景と作品解釈
『ジーザス・クライスト・スーパースター』と『国王イシュトヴァーン』に共通しているのは「正義」と「悪」の対立ではない。2つの正しい者同士が対立するという悲劇を扱っている。イスカリオテのユダとイエス・キリスト、コッパーニュとイシュトヴァーン、1956年ハンガリー動乱のナジ・イムレ首相とカーダール・ヤーノシュ。どちらも正しい。歴史の流れの中で正しい者同士が殺しあわなければならないという悲劇である。コッパーニュやナジ・イムレは民衆・民族・伝統の立場に立つ。これは倫理的に正しい。しかしその道は民族を破滅に導いてしまう。その時代状況においてはすべての道はローマ（ないしモスクワ）に通じていたからである。イシュトヴァーン－カーダール・ヤーノシュは民衆・民族の生命を守るために、自らの敵であるドイツ騎士団とソ連軍の助けを請い、自民族を虐殺しなければならなくなる。しかしそうすることにより民族は救われる。
民族派となったナジ・イムレ首相を鎮圧し、処刑したカーダール・ヤーノシュは本作発表時、まだ権力の座にあったが、当時のハンガリーはこのような問題作を製作し、公開することが可能だった。
しかし、イシュトヴァーンのキャラクター像が、思慮深さを持ちながらも、自分の使命を果たす人物として描かれている点は、同じく支配体制にとっての「使命」を果たしたカーダールを暗に擁護しているとも解釈できる。イシュトヴァーンの敵対者コッパーニュも誇り高く、正直な人物として描かれている反面、「時代遅れ」で国にとって何が最も必要なのかを理解していない人物という設定である。このような寓話的解釈によれば、劇中のハンガリーとローマ教皇との関係は、本作発表時のハンガリーとソビエト連邦との関係の比喩であり、ドイツの騎士やキリスト教の司祭達は、ハンガリーに駐留するソビエト軍の比喩であると捉えることができる。
これは先に述べたように2つの正義の衝突・葛藤であるのだが、公開当時の一般の受け止め方は正義のコッパーニュと裏切り者のイシュトヴァーンというものだった。この見方に関してはブローディ自身は「表面的だ」として不満を感じていたと述べている。
一方本作を、国や宗教に対する公然の反逆という大胆な主題を演劇界の主流に持ち込んだ、（教会も含めた双方の権力側から見て）反動的な作品と見なすことも可能である。特に、ハンガリーの周辺諸国のハンガリー系住民の間では、本作はハンガリーに対する帰属意識、愛国心を表現した作品と見なされており、それは劇中演奏される最後の曲の歌詞の最終行「美しきハンガリー、我らの麗しき故郷」（“Szép Magyarország, édes hazánk.” ）という一節で、明白に表されていると考えられている。最後のシーンでは会場を囲む三色旗の色の幕が映し出され多くの鑑賞者は涙することになった。それはハンガリーは枢軸国に属していたため、周辺諸国の反発を考慮してハンガリーでは三色旗をおおっぴらに礼賛することが憚られていたためであった。かようにこの作品は体制派にも反体制派にも自由主義者にも民族主義者にも、それぞれが自分にとって都合が良い解釈ができる多義性を持っていた。そのことがこの作品が国民的な成功を収めることになった原因だと思われる。

## 芸術作品として

### 音楽
作曲者のセレーニ・レヴェンテと作詞者のブローディ・ヤーノシュは、本作の執筆時点ですでに、ハンガリーの国民的ロックバンド「イッレーシュ」（Illés）などで20年以上も共同作業を行っていた。セレーニは、登場人物の性格・役柄を音楽によって表現するという手法を用いた。そのため、本作の劇中歌は、グレゴリオ聖歌からハードロックまで、非常に幅広いスタイルの作品が含まれている。
イシュトヴァーンの抱く希望、恐れはメロディアスなポップミュージック調の歌で表されている一方、コッパーニュの力、決断はロック調の歌で表現されている。レーカはシンプルなフォークソング調の調べにより、普通の少女という性格が表現されている。レーカの歌は、有名な民謡歌手シェベシュチェーン・マールタ（Sebestyén Márta）によって歌われた。シェベシュチェーンは映画『イングリッシュ・ペイシェント』や、ハンガリーの代表的なフォーク音楽グループ「ムジカーシュ」（Muzsikás）との多くの共演により国際的に知られている。司祭や宣教師達は劇中でグレゴリオ聖歌を歌う。第2幕でのイシュトヴァーンの大首長への選出や、第4幕の戴冠式の場面における群集の場面では、シンフォニー的な曲調により高揚感が表出されている。
古い伝統から新しい時代への変化も音楽により表現されている。例えば、葬儀の場面におけるハンガリーの民族音楽的な曲は、途中からグレゴリオ聖歌「キリエ・エレイソン」（“Κύριε, ἐλέησον”, “Kyrie eleison” 主よ、哀れみたまえ！）と混じりあい、最後には完全に消えて「キリエ・エレイソン」のみの演奏になる部分などである。
また、オープニングに、イシュトヴァーン王を題材にした祝祭劇『シュテファン王、またはハンガリー最初の善政者』にベートーヴェンが作曲した劇音楽（Op.117）から、『序曲 変ホ長調』が（後半部がロック調にアレンジされている）、エンディングに、ハンガリーの国歌『賛称』のエレキギターによる演奏が挿入されている。
このように幅広い音楽が演奏される本作は、上演に際してクラシックなオーケストラからロックバンドまでが必要となる大規模なものであった。

### 歌詞
作詞者のブローディ・ヤーノシュは、ハンガリーを代表する作詞家として知られている。ブローディは登場人物に多面的な性格付けを施し、物語を一方に偏って単純に解釈することを困難にしている。特に、主役のイシュトヴァーンとコッパーニュは複雑な人物として描かれている。イシュトヴァーンは信仰に篤く、自分の置かれた状況に苦しむ「ハムレット的」な人物であるが、最後には決断を下す人物として描かれている。コッパーニュは、自分の望むものを心得た情熱的な人物として描かれているが、反乱を起したのは権力欲からではなく、イシュトヴァーンがもたらす外来の信仰により、自分達固有の古い伝統が破壊されるという恐れに突き動かされた結果であるとされている。
また、ブローディ自身ユダヤ系であり、カトリック教会の描き方は、明確な解釈が困難な、微妙なものとなっている。そのため本作は、昔からあった「キリスト教司祭に対する批判」とも、伝統的な信仰を尊重しているようにも、どちらにも解釈できるのである。このような作品解釈の多面性により、本作を上演する際の舞台監督、演出家は、司祭や宣教師にどのような性格付けを行うか、自由に演出することが可能となっている。1984年にオリジナルキャストで映画化された際、この点では中立的な描き方となっている。